# Neopsylla kweichowensis
Neopsylla kweichowensis är en loppart som beskrevs av Liao Tzushou 1974. Neopsylla kweichowensis ingår i släktet Neopsylla och familjen mullvadsloppor. Inga underarter finns listade i Catalogue of Life.